# Twechar
Twechar es una localidad situada en el concejo de East Dunbartonshire, en Escocia (Reino Unido), con una población estimada a mediados de 2016 de 1220 habitantes.
Se encuentra ubicada en la zona central de Escocia, a muy poca distancia al norte de Glasgow.